# Micranthes hieracifolia
Micranthes hieracifolia är en stenbräckeväxtart som först beskrevs av Franz de Paula Adam von Waldstein-Wartemberg och Kit., och fick sitt nu gällande namn av Adrian Hardy Haworth. Micranthes hieracifolia ingår i släktet rosettbräckor, och familjen stenbräckeväxter.

## Underarter
Arten delas in i följande underarter:
- M. h. angusticapsula
- M. h. rufopilosa

## Bildgalleri

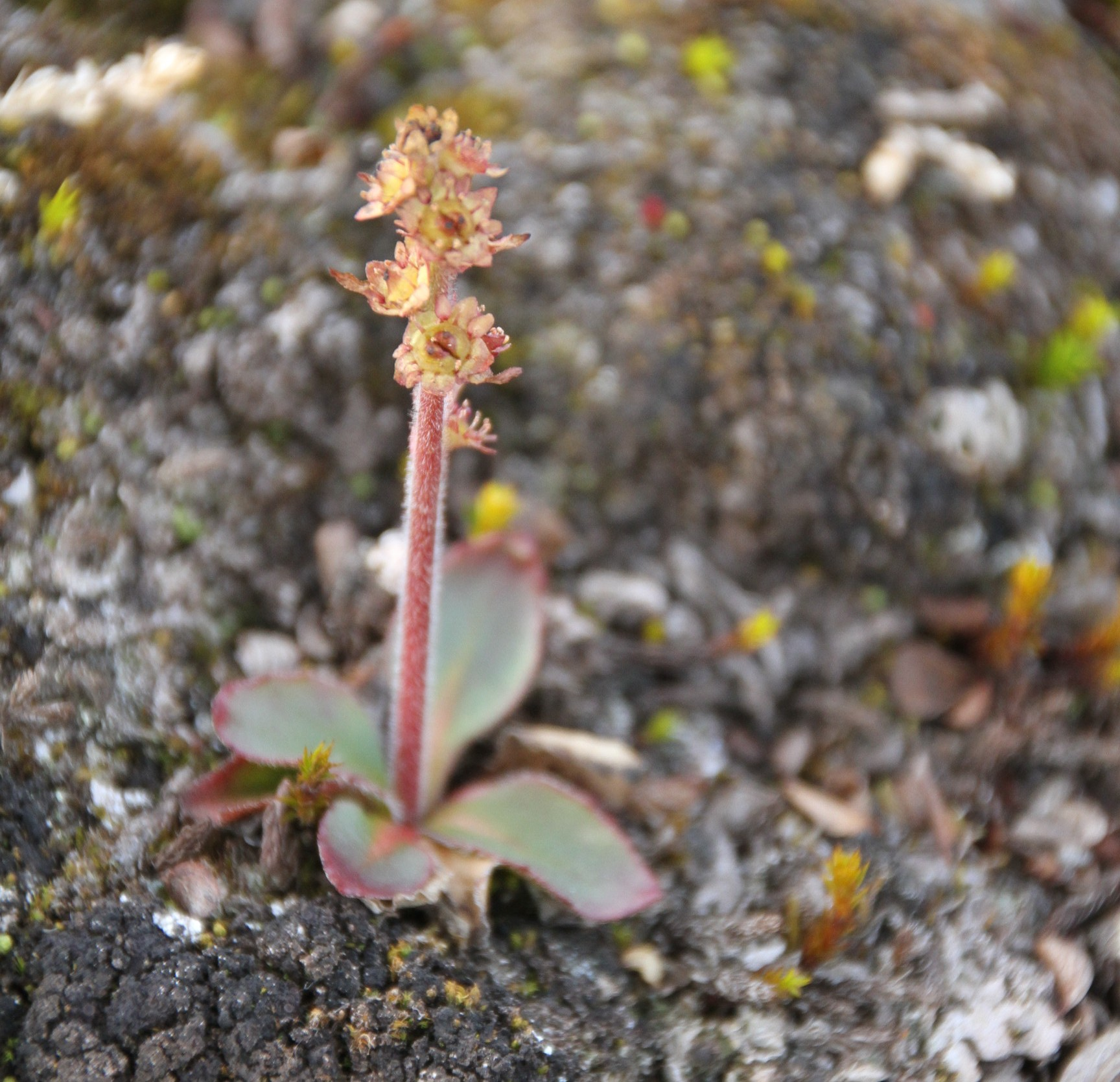